# Еловка (приток Лузы)
Еловка — река в России, протекает в Лузском районе Кировской области. Устье реки находится в 150 км по правому берегу реки Луза. Длина реки составляет 19 км.
Река берёт начало в заболоченном лесу в 10 км к востоку от деревни Кузьминская. Река течёт на юго-запад, русло извилистое. Всё течение проходит по ненаселённому заболоченному лесному массиву. Притоки — Нефедьевка, Папулиха (оба — левые). В нижнем течении выходит на пойму Лузы. Впадает в Лузу напротив деревни Папулово.

## Данные водного реестра
По данным государственного водного реестра России и геоинформационной системы водохозяйственного районирования территории РФ, подготовленной Федеральным агентством водных ресурсов:
- Бассейновый округ — Двинско-Печорский
- Речной бассейн — Северная Двина
- Речной подбассейн — Малая Северная Двина
- Водохозяйственный участок — Юг
- Код водного объекта — 03020100212103000012921